# Parc des expositions et des congrès de Dijon
Le parc des expositions et des congrès de Dijon est un équipement situé en plein de cœur de ville destiné aux manifestations événementielles, que sont les expositions, les foires ou les salons, ainsi qu'aux congrès. Il se situe le long du Boulevard de Champagne, à Dijon, en Bourgogne-Franche-Comté (France).

## Historique
Initialement construit pour les besoins de la Foire internationale et gastronomique de Dijon, le parc est édifié en 1955, à l'initiative de la Ville de Dijon, qui en est propriétaire, avec une architecture moderne.
Il est ouvert au public dès l'année suivante.
Le parc a ensuite été agrandi à plusieurs reprises entre les années 1960 et 1990.

## Infrastructures
Le parc développe  a une superficie de 31 000 m2.
Il se compose d'un amphithéâtre de 610 places, servant de palais des congrès, de 20 salles modulables d'une capacité de 20 à 600 places, et de 5 halls d'exposition d'une superficie de 800 à 12 000 m2.
Polyvalent, le parc offre de multiples possibilités d'agencement pour s'adapter au mieux aux manifestations et les personnaliser.
Ce vaste ensemble peut-être est complété par l'auditorium voisin, d'une capacité de 1 600 places.

## Gestion
Depuis le 16 avril 2023, le parc des expositions et congrès de Dijon est exploité par la Société Publique Locale (SPL) Dijon Bourgogne Events créée par la Ville de Dijon et Dijon métropole qui en sont les actionnaires.

## Manifestations
Le parc accueille plus de 250 manifestations professionnelles et grand public par an, dont la foire internationale et gastronomique de Dijon, classée 4e foire internationale pour sa fréquentation.'[réf. nécessaire]

## Concerts
S'y sont ainsi produits:
- Johnny Hallyday le 16 décembre 1970, 20 novembre 1971 et 6 mars 1980
- Pink Floyd le 21 juin 1974
- Grateful Dead le 18 septembre

1974
- Gong le 24 octobre 1974, 26 juin 1975 et 25 janvier 1976
- Genesis le 1er mars 1975
- Soft Machine le 4 juin 1975
- Magma le 26 juin 1975
- Hawkwind le 27 juin 1975
- Klaus Schulze le 17 avril 1976
- Kraftwerk le 26 septembre 1976
- Van Der Graaf Generator le 24 novembre 1977
- Tangerine Dream le 3 mars 1978
- Steve Hillage le 21 mars 1979
- Trust le 12 décembre 1979
- U.F.O le 25 novembre 1980
- Joe Jackson le 8 décembre 1980
- The Cure le 14 octobre 1981
- ZZ Top le 23 octobre 1981
- Neil Young le 15 septembre 1982
- AC/DC le 1er décembre 1982
- The Police le 20 septembre 1983 (avec A Flock Of Seagulls en support)
- Scorpions le 24 février 1984 (avec Mama's Boys en support)
- Barclay James Harvest le 17 septembre 1984
- Supertramp le 10 février 1986
- Jean-Jacques Goldman le 13 septembre 1988
- Sting le 31 mars 1993
- Les Wampas le 15 décembre 1993
- Aerosmith le 25 juin 1994 (avec Extreme et Pride & Glory en support)
- Joe Cocker le 1er juin 1995
- Simple Minds le 1er juillet 1995
- Veronique Sanson le 23 mars 1998
- Charles Aznavour le 9 avril 2001
- Michel Sardou le 25 avril 2001
- Renaud le 4 juillet 2003
- Alizée le 2 décembre 2003
- Yannick Noah le 11 juin 2004
- Calogero le 11 juin 2005
- Johnny Clegg le 11 novembre 2013 (en écho a l'Afrique Du Sud, invitée de la foire)